# マイツール
マイツール（Mytool）は、リコーの表計算ソフトである。1984年7月に商用として発売された。2000年10月6日からフリーウェア版がウェブ上で公開されていたが、2010年12月31日を以って公開終了した。
1986年にはマイツール専用のパーソナルコンピューターであるMr.マイツールがリリースされた。